# Better Day (álbum de Dolly Parton)
Better Day es el cuadragésimo primer álbum de estudio de la cantautora estadounidense de música country Dolly Parton.
Better Day alcanzó el puesto número 51 en la lista Billboard 200.
- Datos: Q3639146